# Dan Dănilă
Dan Dănilă, né le 28 juillet 1954 à Șura Mică à Sibiu en Roumanie est un poète, traducteur, artiste peintre et plasticien roumain.

## Biographie
Dan Dănilă vit et travaille depuis 1990 en Allemagne, à Leonberg. Il est membre de Exile P.E.N. d’Allemagne. Dan Dănilă a publié régulièrement de la poésie, des textes en prose, des essais et également des traductions de la poésie allemande, anglaise et française dans nombreuses revues littéraires de Roumanie et internationales. Ses peintures, sculptures et gravures ont été présentées dans diverses expositions à Sibiu. Présent depuis 1995 dans plusieurs anthologies de la poésie roumaine.

## Œuvre

### Volumes de poésie en langue roumaine
- Dintr-un sertar (D'un tiroir). Éditions Thausib, Sibiu 1993  (ISBN 973-95855-0-7)
- Parcul Salvat (Le parc sauvé). Éditions Hermann, Sibiu 1994  (ISBN 973-95901-9-5)
- Fals tratat despre seară (Faux traité sur le soir). Éditions Hermann, Sibiu 1998  (ISBN 973-95901-2-8)
- Poème (Poèmes). Édition propre, Leonberg 2000
- Neliniștea din cuvinte (L'anxiété des mots). Éditions Galateea, Königsbrunn 2004  (ISBN 3-9809358-1-7)
- Calendar poetic (Calendrier poétique). Éditions Brumar, Timișoara 2006  (ISBN 973-602-215-3)
- 50 de poème (50 poèmes). Éditions Timpul, Iași 2009  (ISBN 978-973-612-348-1)
- Atlantida există (L’Atlantide existe). Éditions Limes, Cluj 2011  (ISBN 9789737266026)
- Sonetele din Suabia (Les Sonnets de Suabia). Éditions Limes, Cluj 2012
- Dimineață târzie (Matinée tardive). Éditions Limes, Cluj, 2013  (ISBN 9789737267313)
- Ispita labirintului (La Tentation du Labyrinthe), Éditions Karth, București 2014,  (ISBN 9786069365762)
- Aerul călătoriilor (L’air des voyages), Éditions Cenaclul de la Paltinis, Sibiu 2015,  (ISBN 9786068607108)
- Orașe ascunse (Villes cachées), Éditions Armanis, Sibiu 2016,  (ISBN 9786068595436)
- POEMS (1973-2013). Armanis Verlag, Sibiu 2018,  (ISBN 9786069006160).
- Jurnalul lui Ulise (Le Journal d'Ulysse), Éditions Armanis, Sibiu 2019,  (ISBN 9786069006641)
- Elegii pozitive (Élégies positives), Éditions Eikon, București 2020,   (ISBN 9786064904003)

### Traductions en roumain
- Wolf von Aichelburg: Poème / Poésies, bilingue, Éditions Hermann, Sibiu 1996  (ISBN 973-97285-4-5)
- François Villon: Balade / Ballades, bilingue, Éditions Hermann, Sibiu 1997  (ISBN 973-97815-5-1)
- Georg Scherg: Divertisment estival / Divertiment estivale, Édition propre, Leonberg 1998
- Rainer Maria Rilke: Versuri / Poesies, Éditions Hermann, Sibiu 1999
- Rainer Maria Rilke: Poème alese / Selected Poems, Éditions Saeculum, Sibiu 2002  (ISBN 973-99499-4-0)
- Wolf von Aichelburg: Poezii / Poésies, bilingue, Éditions InfoArt Media, Sibiu 2011,  (ISBN 9786068341118)
- François Villon: Le Lais ou le Petit testament / Diata sau Testamentul mic, Éditions Eminescu, București 2015  (ISBN 978-973-22-1166-3)